# 布朗鎮
布朗鎮（英語：Brown's Town）是牙買加聖安堂區的城鎮，位於該國北部，海拔高度449米，該鎮有多間教育機構，當地熱門的體育運動有足球、板球、籃網球、田徑、騎單車和草地網球，2009年人口7,923。

## 外部連結
- Aerial view（页面存档备份，存于）.
- MSN Map[永久]